# Aribinda Airport
Aribinda Airport är en flygplats i Burkina Faso.   Den ligger i provinsen Province du Soum och regionen Sahel, i den norra delen av landet, 220 kilometer norr om huvudstaden Ouagadougou. Aribinda Airport ligger 323 meter över havet.
Terrängen runt Aribinda Airport är platt, och sluttar västerut. Runt Aribinda Airport är det ganska glesbefolkat, med 39 invånare per kvadratkilometer..
Trakten runt Aribinda Airport består i huvudsak av gräsmarker.